# Conchiglie
Cet article possède un paronyme, voir Conchiglia.
Les conchiglies sont des pâtes alimentaires concaves en forme de coquillage et de diverses tailles. Les conchiglioni sont les grandes conchiglies et les conchigliette sont les petites. Elles sont habituellement striées (conchiglie rigate) mais elles peuvent aussi être lisses.

## Dénomination
En italien conchiglia, « coquille », du latin conchylium. Nombreux synonymes et variantes dans cette langue.
- Pour les petites conchigliette[2] et les conchiglie moyennes : arselle (palourde), abissini, cappettine[3] (Abyssinie)[4], cinesini, cinese ragati (chinoise), coccioline, cocciolette (coccinelles, toutes petite pour cuire dans les bouillons), conchigliettine et tofarelle (de taille moyenne 2,5 à 3 cm, classique de Sorrente), tofette (un peu plus grande que la tofarelle), tofettine (tofettine rigate, désuet, toute petite tofarelle, proche de la cocciolette[5])[6],[7] parfois aussi maruzzele[8] du nom du petit coquillageTritia mutabilis.
- Pour les grandes conchiglioni (singulier conchigliona[9]) sous les deux formes conchiglie lisce et conchiglie rigate Franco Mosino donne les qualificatifs suivants: Conchiglie grosse rigate, C. lisce, C. mezzane ragate, C. piccole, C. piccole lisce, C. rigate.  Oretta Zanini De Vita (2019) écrit que ce sont les plus grandes des pâtes courtes[10]. Synonyme assabesi (grosses désigne indifféremment les conchiglie)[11].

Conchiglie est utilisé en français actuel,,, avec conchiglies au pluriel,,.

## Forme et dimension
Dans toute l'Italie on rencontre des pâtes courtes en forme de coquille de tailles différentes en fonction de leurs utilisations. Les conchiglies existent dans toutes les tailles des plus petites aux plus grandes:

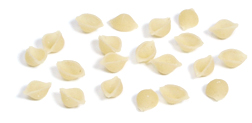
Conchigliette

- la petite est la conchigliette qui s'utilise principalement dans les soupes[19] ou avec une sauce (cuisson 6 min), largeur 0,6 cm.
- la moyenne conchigliettine communément tofarelle
- les grandes conchiglioni, conchiglioni gigante, conchiglie giganti, de 4 à 5 cm[20] dont on s'accorde sur une origine de Campanie où elles prédominent[21], sont des grosses coquilles destinées à être farcies de préparations à la viande ou à la ricotta ou aux épinards, assaisonnées de sauce et de fromage. Elles sont soit cuites au four soit directement préparées avec leur garniture à la tomate et à l'ail[22], à la mozzarella, tomate et basilic, trilogie incontournable (cuisson 12 à 16 min)[23].

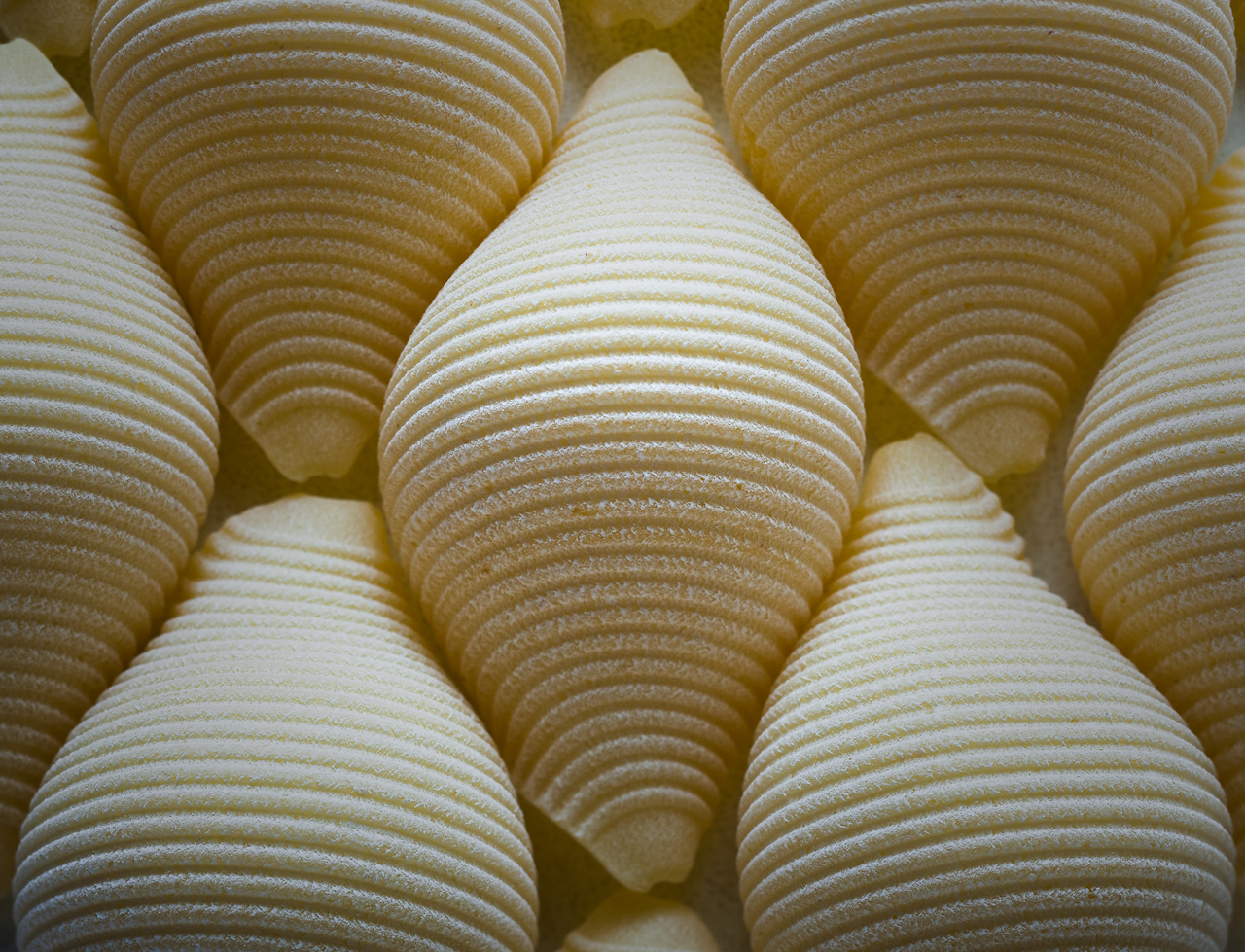
Conchiglioni rigati

L'extérieur peut être lisse (lisce) ou plus souvent côtelé (rigate même nom que les bivalves) de striures de 2 mm de profondeur destinées à absorber la sauce.
Les lumache regate, limachoni rigati, gotimi rigati striées ont des formes à double entrée et se cuisinent comme les conchiglies. Les orecchiette ont une forme de demi-coquille.

## Histoire
Les conchiglies sont présentes dans le catalogue Barilla en 1929. Cuisine et vins de France les décrit en 1947. En 1953, Rose L. Sorce les fait figurer dans sa description des pâtes italiennes: « les plus gros sont les rigatoni dont l'extérieur est cannelé, entre les deux se trouvent les différentes formes de coquillages: conchigliette, tufoli (en forme de tube) et conchilie qui non seulement absorbent la sauce de l’intérieur et de l’extérieur, mais offrent également une poche intérieure ». C'est en anglais que les conchiglies sont largement citées au XXe siècle, elles connaissent une vaste diffusion en Italie au XXIe siècle.
Les conchiglioni se font toujours à la farine de blé dur. À Gragnano, dans la province de Naples une pâte alimentaire à base de semoule de blé dur, a obtenu une IGP  (2010), on y produit de conchiglies IGP Pasta di Gragnano qui sont commercialisées comme Conchiglioni Giganti de Gragnano IGP. La cuisine napolitaine a développé une cuisine des conchiglies: les conchiglioni napoletani.

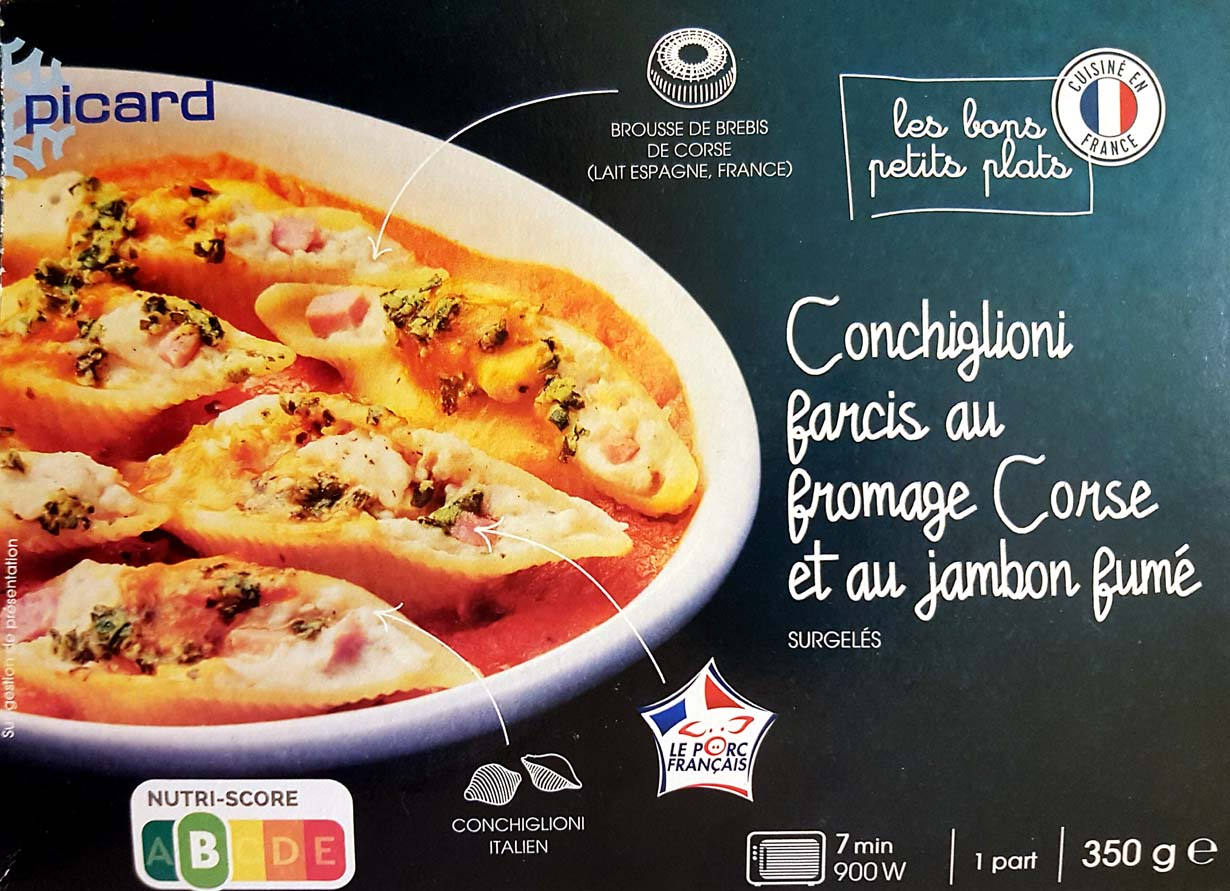
Conchiglioni (grandes conchiglies) farcis congelés

## La cuisine des conchiglies

### Lesconchigliette
On les cuit directement dans les bouillons et les soupes comme pâte à potage: Zuppa de conchiglie di San Giacomo. Ces petites pâtes fixent bien les sauces, sauce tomate, les compotes (oignons au vin), sauce au basilic et aux fromages, sauce bolognaise, etc.

### Lesconchiglioni
- Farcies, ragouts, gratins. Les conchiglioni ripieni (farcis) sont des premiers plats abondants normalement avec un fromage fondant, finition au four: Ces grosses pâtes s'accompagnent d'une garniture riche en Campanie de tomates, oignons, ricotta et salami et de pecorino pour gratiner, les conchiglioni alla parmigiana n'étant pas moins roboratifs (tomates, aubergines, olives, ail et abondance de provola)[40]. Julia della Corce donne comme classique les conchiglioni ripieni di ricotta, mascarpone e spinaci (farcis à la ricotta, au mascarpone et aux épinards)[41].
- Les conchiglionis farcis sont aussi de nos jours des amuses bouches apéritifs servis froids par deux ou trois[42].